# Georgi Kitanov
Georgi Georgiev Kitanov (in bulgaro Георги Георгиев Китанов?; Blagoevgrad, 6 marzo 1995) è un calciatore bulgaro, portiere del Dunav Ruse.

## Carriera

### Club

#### Černo More Varna
Nella stagione 2011-2012 gioca 2 partite in massima serie col Černo More Varna. La stagione successiva gioca titolare, collezionando 28 presenze.

#### CSKA Sofia
Il 7 giugno 2016 ufficializza il suo passaggio al CSKA Sofia, firmando un contratto triennale.

#### Prestito al Černo More Varna
Nella stagione 2018-2019 il CSKA Sofia lo manda in prestito per un anno al Černo More Varna.

### Nazionale
Ha giocato nelle nazionali giovanili bulgare Under-17, Under-19 ed Under-21.

## Palmarès

### Club

#### Competizioni nazionali
- Coppa di Bulgaria: 1

Černo More Varna: 2014-2015
- Supercoppa di Bulgaria: 1

Černo More Varna: 2015
- Coppa di Malta: 1

Floriana: 2021-2022